# 宗 (星官)
宗是中国古代星官名，属三垣之中的天市垣，指的是執政的皇族，也可能是指舜時設置的主祭祀官員「秩宗」或「宗伯」的簡稱，宗星官共由二星组成，在现在通用的88星座中属于武仙座。

## 宗二星
- 宗一，武仙座110，视星等4.21
- 宗二，武仙座111，视星等4.36

## 古书记载
- 《甘石星經》：「宗二星在候東，主宗室，為帝血脈之臣。」